# Gonioryctus calvus
Gonioryctus calvus är en skalbaggsart som beskrevs av Sharp 1908. Gonioryctus calvus ingår i släktet Gonioryctus och familjen glansbaggar. Inga underarter finns listade i Catalogue of Life.